# Fehér tintagomba
A fehér tintagomba (Coprinopsis nivea) a porhanyósgombafélék családjába tartozó, Európában és Észak-Amerikában honos, legelőkön, réteken ló- és tehéntrágyán élő, nem ehető gombafaj. 

## Megjelenése
A fehér tintagomba kalapja 2-5 cm átmérőjű; kezdetben tojás formájú, majd harang alakú lesz, széle szétterül vagy kissé felpenderedik. Felszínét fiatalon fehér szemcsék, pelyhek borítják. Színe fehér, később halványszürkén áttetszővé válik, főleg a szélén, ahol a bordák mentén be is szakadozhat. 
Húsa vékony, vizenyős. Íze és szaga nem jellegzetes.
Széles lemezei szabadon állnak. Színe fiatalon fehér, később megszürkül, elfeketedik és egészen elfolyósodik.
Tönkje max. 9 cm magas, 0,4-0,7 cm vastag. Alakja pálcaszerű, alul kissé szélesedik, törékeny, belül csöves. Felületét hófehér szemcsék, pelyhek borítják. Galléröve nincs. 
Spórapora fekete. Spórája ellipszis vagy citrom alakú, sima, mérete 14-19 x 11-13 µm.

### Hasonló fajok
A ráncos tintagomba nagyobb és nincsenek fehér szemcsék a felületén. A kerti tintagomba szemcsés, de színe vörösbarnás és korhadó faanyag közelében terem. 

## Elterjedése és termőhelye
Európában és Észak-Amerikában honos. Európában inkább az északi országokban, Skandináviában gyakori. 
Réteken, legelőkön található meg a bomló ló- vagy tehéntrágyán. Nyáron és ősszel terem. 
Nem ehető.

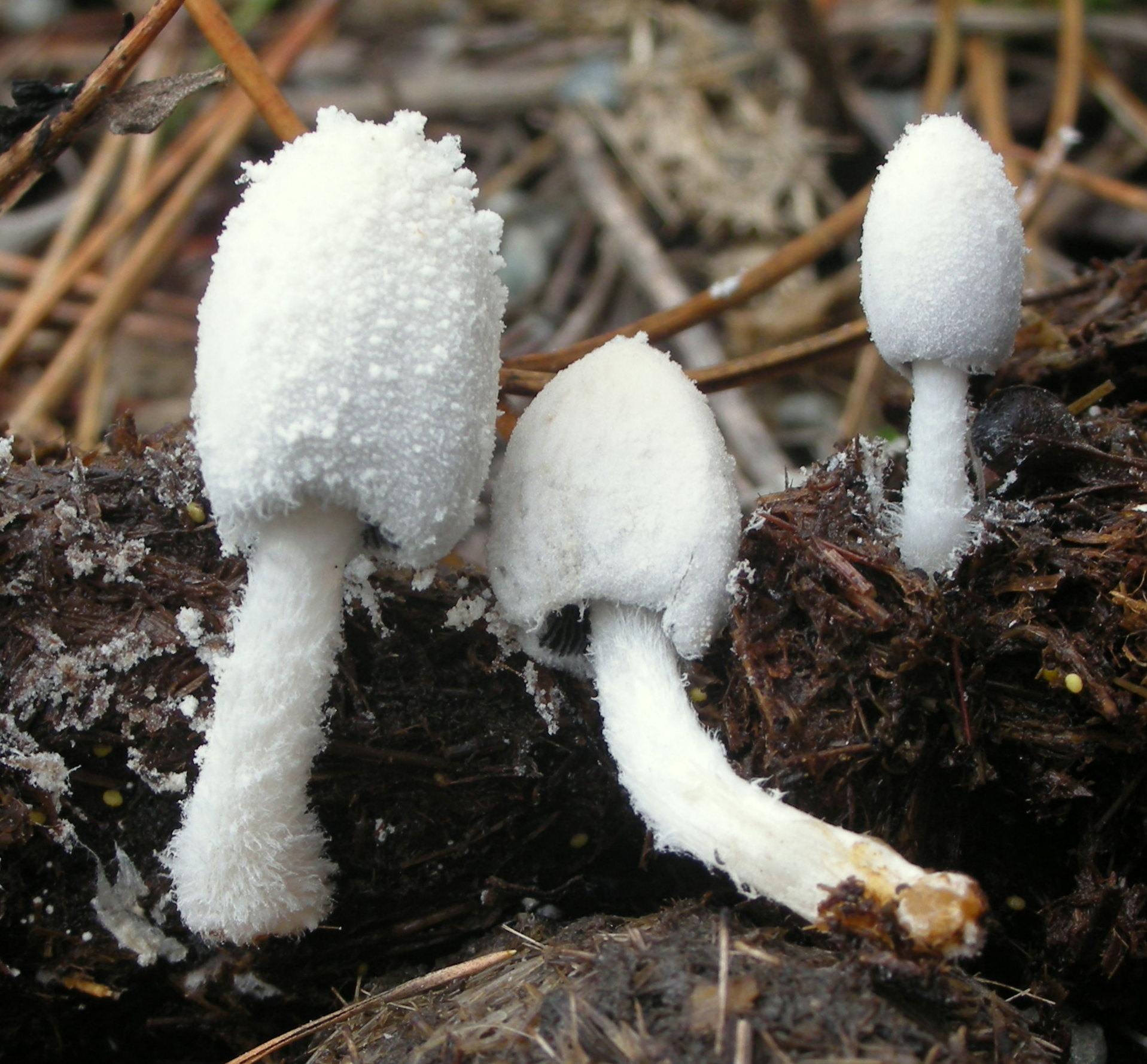
Fehér tintagomba
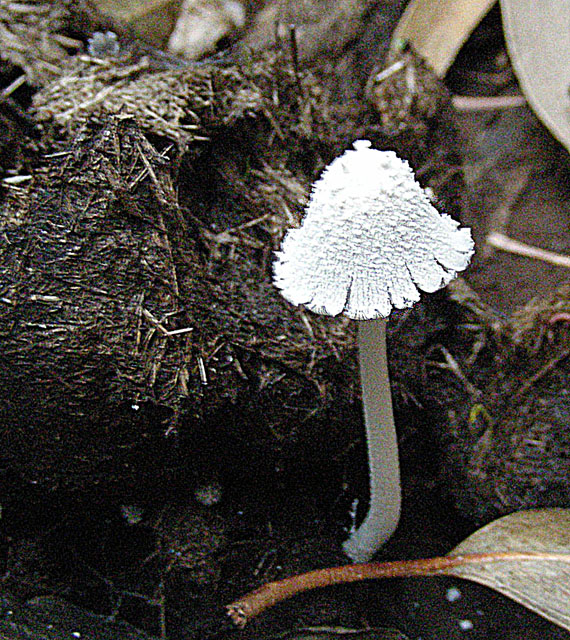
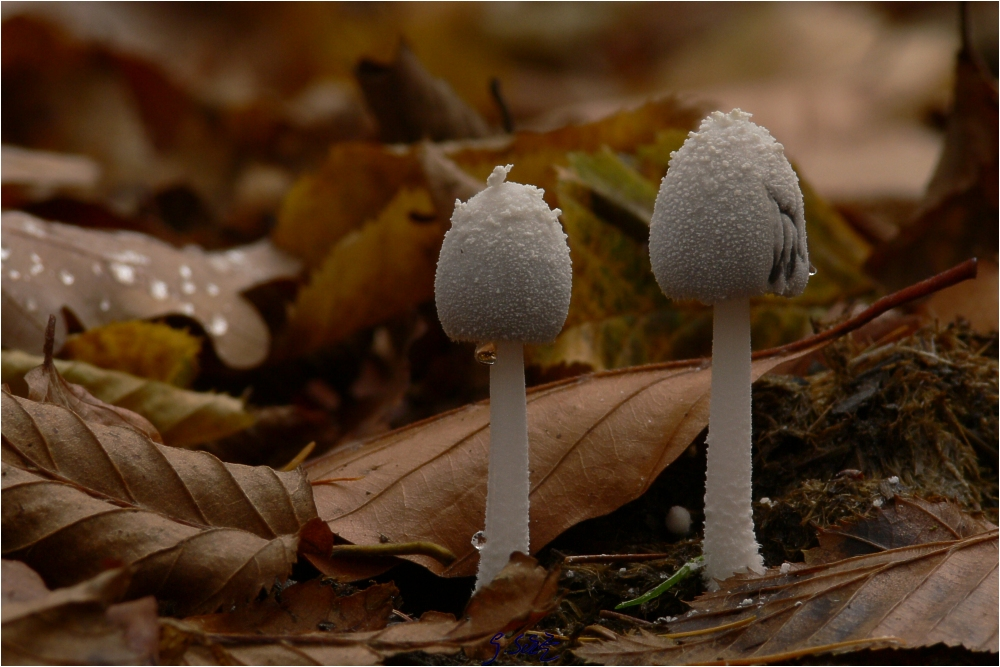
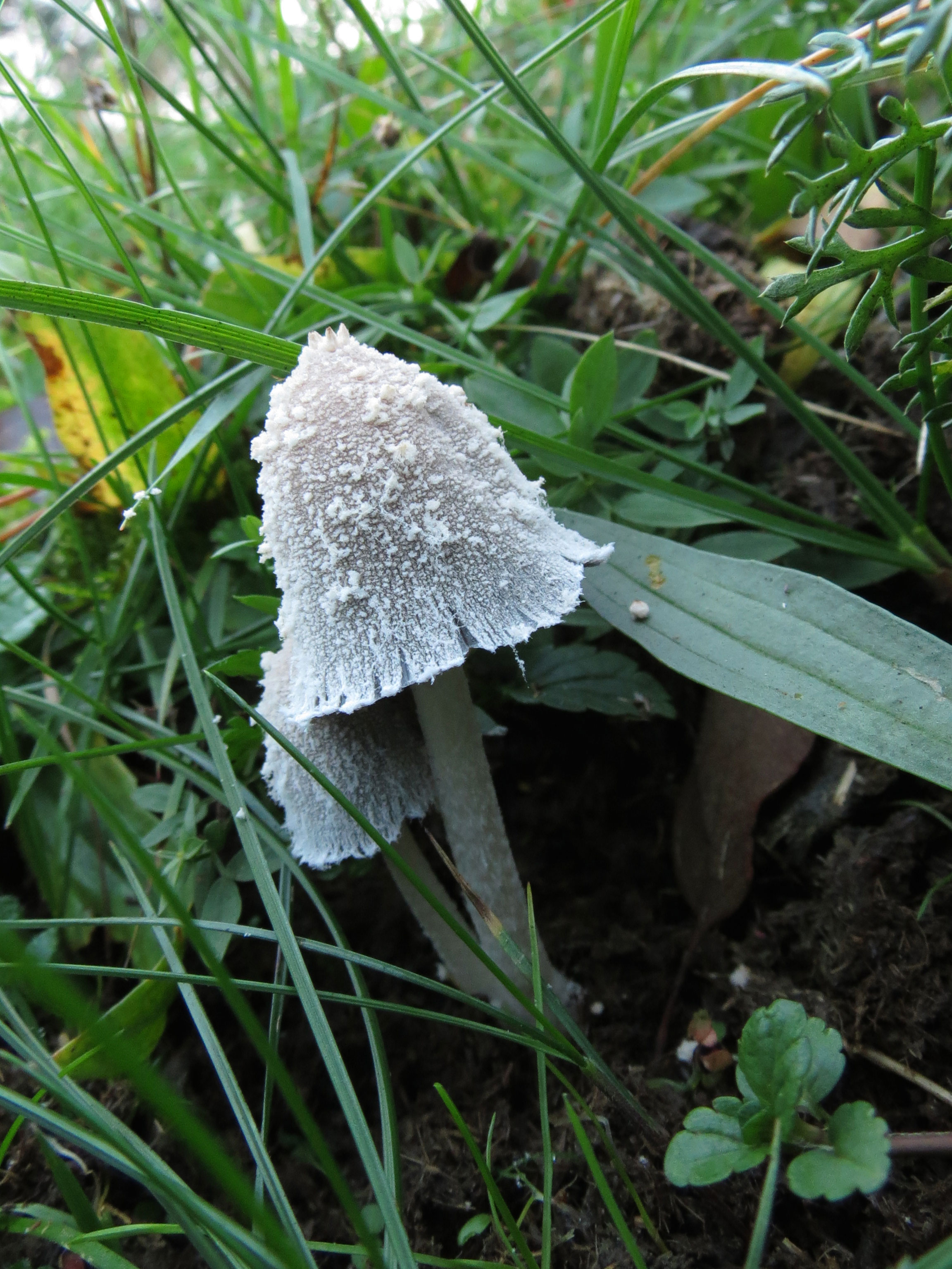
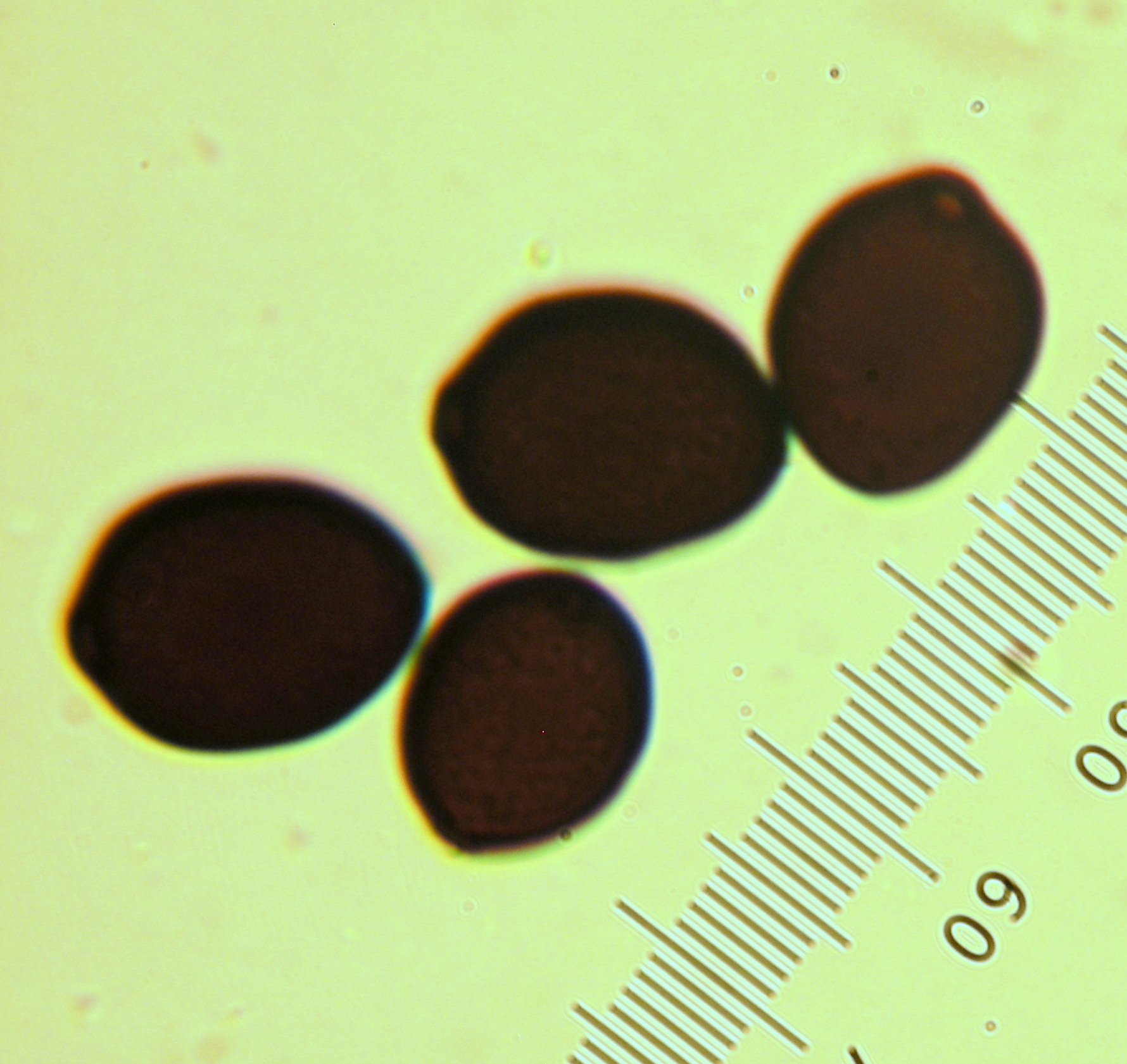
Spórája